# Sematophyllum erythrocaulon
Sematophyllum erythrocaulon är en bladmossart som beskrevs av Georg Friedrich von Jaeger 1878. Sematophyllum erythrocaulon ingår i släktet Sematophyllum och familjen Sematophyllaceae. Inga underarter finns listade i Catalogue of Life.